# 可児市文化創造センター

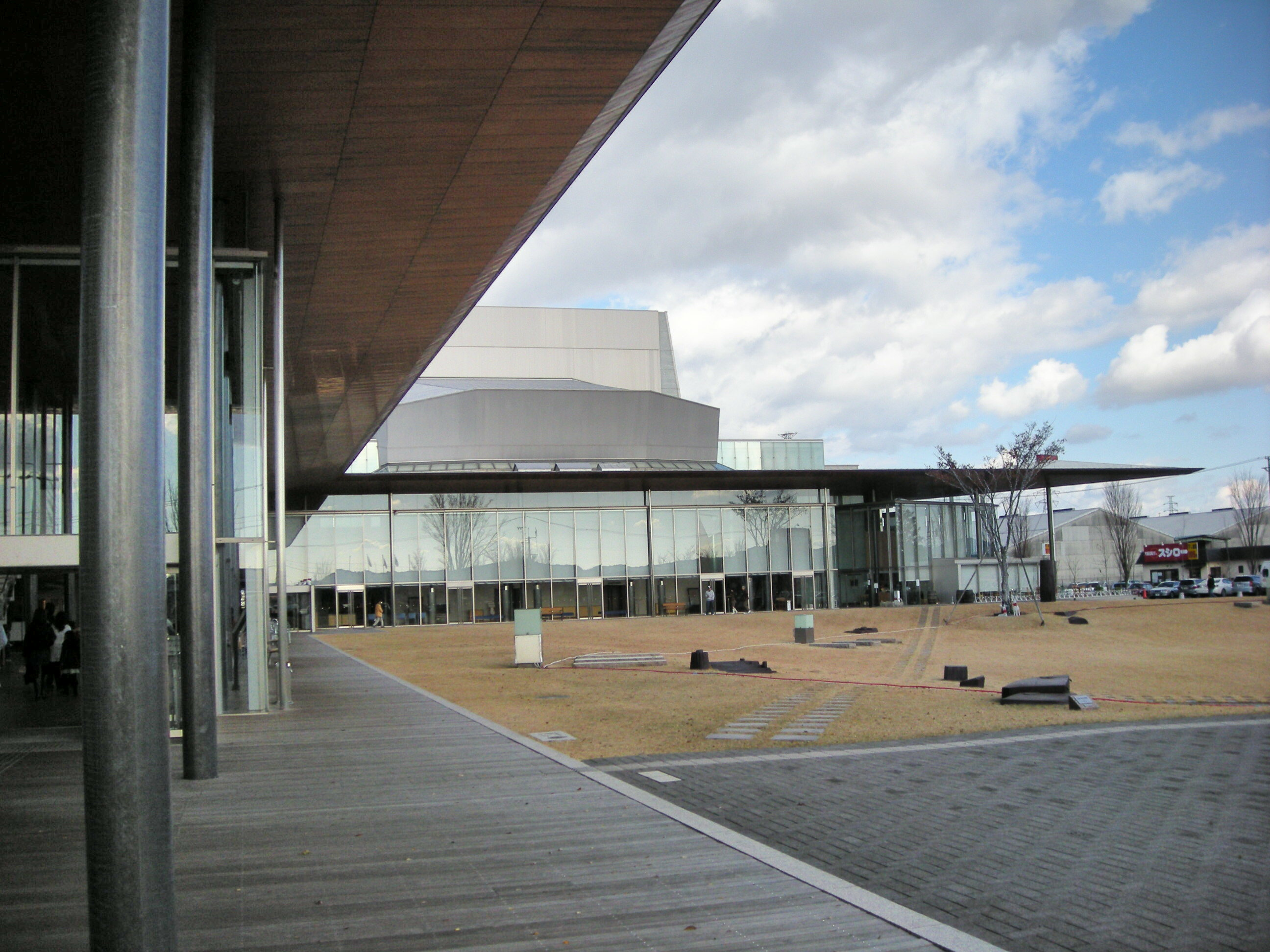

可児市文化創造センター（かにしぶんかそうぞうセンター）は、岐阜県可児市にある文化普及支援施設である。指定管理者制度により公益財団法人可児市文化芸術振興財団が管理運営を行なっている。
愛称「ala（アーラ）」はイタリア語で「翼」を意味する。シンボルマークもこの翼をモチーフにしたものである。
こけら落とし公演は和泉元彌が行なったが、当日は和泉のダブルブッキングが話題となり、全国からマスコミが駆けつけ、市の名を知られるニュースとなった。
西側を愛知用水の幹線が通る。
2014年7月に、開館当初からあるアナログ回線の音響システムからフルDanteの音響システムへの刷新が行われ、完全なネットワーク・オーディオ・システムが備わったことで運用の柔軟性が大きく向上した。

## 概要

### 主劇場「宇宙（そら）のホール」
客席収容人数
- 基本型：1,019席（1階席=691席、2階席=161席、3階席=167席）
- オーケストラピット型：876席（1階席=548席、2階席=161席、3階席=167席）

舞台寸法
- プロセニアム型：主舞台=14.5x14.5m、前舞台使用時奥行=36.0m
- コンサート型：主舞台=幅18x奥行10.5m、前舞台使用時奥行=15.7m、オーケストラピット=89m2

### 小劇場「虹のホール」
客席収容人数
- プロセニアム型：311席（1階席=263席、2階席=48席）
- スラストステージ型：221席（1階席=173席、2階席=48席）

舞台寸法
- プロセニアム型：主舞台=9.0x9.0m、前舞台=幅6.3x奥行7.4m
- コンサート型：主舞台=幅17.0x奥行10.0m

### その他の施設
GF
- 映像シアター
- 演劇練習室
- 音楽練習室：3室
- 木工作業室

1F
- 美術ロフト
- 演劇ロフト
- 音楽ロフト
- ギャラリー / インフォメーション / 情報コーナー

2F
- レセプションホール
- ワークショップルーム（洋）
- ワークショップルーム（和）
- 創造スタッフ室
- デジタルアート工房

## 所在地
- 岐阜県可児市下恵土3433-139

## 公共交通機関
- JR太多線 可児駅下車、タクシーで約5分・徒歩で約25分
- 名鉄広見線 日本ライン今渡駅より徒歩で約10分。